# Apollo Lunar Surface Experiments Package

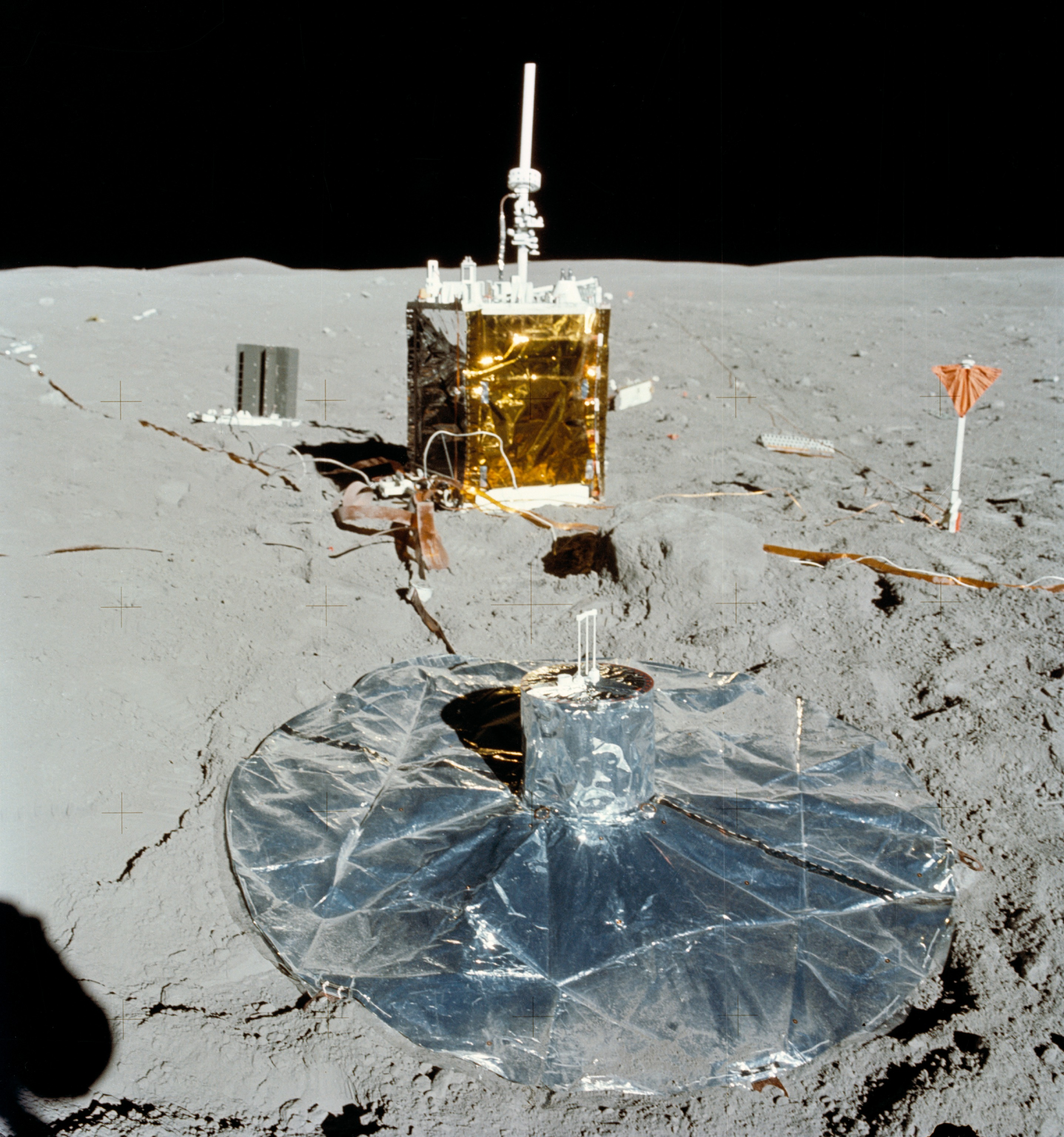
Trạm ALSEP trong nhiệm vụ Apollo 16

Apollo Lunar Surface Experiments Package (viết tắt: ALSEP) là một bộ những công cụ khoa học được các phi hành gia mang theo trong sáu nhiệm vụ đổ bộ Mặt Trăng từ năm 1969 đến năm 1972 của chương trình Apollo.
ALSEP được đem lên trong 6 nhiệm vụ Apollo nhằm nghiên cứu bề mặt Mặt Trăng cho đến khi gói thí nghiệm cuối cùng được đưa lên vào năm 1977. Các gói thí nghiệm Mặt Trăng được dùng để nghiên địa chấn, gió Mặt Trời, nhiệt độ, thành phần khí quyển, từ trường, v.v. ở Mặt Trăng.
ALSEP bao gồm một trạm trung tâm chịu trách nhiệm truyền dữ liệu khoa học được thu thập về Trung tâm Chuyến bay Không gian Goddard ở Trái Đất, nhận lệnh điều khiển và phân phối năng lượng điện được cung cấp bởi một máy phát nhiệt điện đồng vị phóng xạ (RTG) cho bốn đến sáu công cụ khoa học thay đổi theo các nhiệm vụ.

## Bối cảnh
Các dụng cụ khoa học và thí nghiệm có trong ALSEP được chọn vào tháng 2 năm 1966. Các thí nghiệm, viện nghiên cứu chịu trách nhiệm, các nhà nghiên cứu chính và phụ là:
- Passive Lunar Seismic Experiment: Viện Công nghệ Massachusetts, Frank Press; Đại học Columbia, George Sutton;
- Lunar Surface Magnetometer: Trung tâm Nghiên cứu Ames, CP Sonett; Trung tâm Chuyến bay Không gian Marshall, Jerry Modisette;
- Medium-Energy Solar Wind: Phòng Thí nghiệm Sức đẩy Phản lực, CW Snyder và MM Neugebauer;
- Suprathermal Ion Detection: Đại học Rice, JW Freeman, Jr.; Trung tâm Chuyến bay Không gian Marshall, Curt Michel;
- Heat Flow Experiment: Đại học Columbia, M. Langseth; Đại học Yale, S. Clark;
- Low-Energy Solar Wind Charged Particle Lunar Environment Experiment: Đại học Rice, BJ O'Brien;
- Active Seismic Experiment:[1][2] Đại học Stanford, RL Kovach; Cục Khảo sát Địa chất Hoa Kỳ, J. S. Watkins

- SNAP-27 isotopic power system: Sandia National Laboratories, Jim Leonard

ALSEP được xây dựng và thử nghiệm bởi Bendix ở Ann Arbor. Các thiết bị của ALSEP có thể tự hoạt động mà không cần sự can thiệp hay điều khiển của phi hành gia trong một thời gian dài. Các thiết bị nghiên cứu khoa học được bố trí xung quanh trạm trung tâm, nhận năng lượng phân phối từ trạm và gửi kết quả nghiên cứu đến trạm trung tâm để truyền dữ liệu đến trung tâm điều khiển trên Trái Đất. Việc kiểm soát nhiệt trên trạm và các thiết bị được thực hiện bằng các phép đo thụ động (cách điện, phản xạ, bảo vệ nhiệt) cũng như với điện trở và tản nhiệt.

## Các thành phần phổ biến
Các thành phần phổ biến của các trạm ALSEP 
| Tên thành phần                       | Sơ đồ thiết kế | Ảnh | Miêu tả |
| ------------------------------------ | -------------- | --- | --- |
| Trạm trung tâm ALSEP                 |                |     | Trạm trung tâm có các máy phát sóng và máy thu để gửi đi thành quả nghiên cứu cũng như nhận các nhiệm vụ từ Trái Đất. Nó cũng giúp phân bổ đều năng lượng trên tàu đến các thiết bị. Máy thu và phát sóng gửi và nhận nhiệm vụ thông qua một ăng ten dài 58 cm và đường kính 3,8 cm gắn ở đầu trạm trung tâm. Đối với các nhiệm vụ Apollo 12 và 15, một máy dò bụi được gắn ở đầu trạm để đo sự tích tụ của bụi Mặt Trăng. |
| Máy phát điện đồng vị phóng xạ (RTG) |                |     | RTG là nguồn năng lượng của ALSEP. Nó sử dụng nhiệt được cung cấp bởi độ phóng xạ của viên nang plutonium 238 và cặp nhiệt điện tạo ra khoảng 70 watt năng lượng. |
| Hộp đựng plutoni                     |                |     | Một thùng chứa plutonium 238 được sử dụng làm nhiên liệu bởi RTG. Nó được đặt trong khoang SEQ. Chiếc container được thiết kế để chống lại vụ nổ tên lửa trong trường hợp phóng bị gián đoạn hoặc tái xâm nhập vào bầu khí quyển của Trái Đất (xảy ra trên Apollo 13). |